# برنارد قلاس
برنارد قلاس (بالألمانية: Bernhard Glass)‏ (و. 1957  م) هو متسابق على الجليد بمزلاجة، ومنافس ألعاب قوى من ألمانيا، وألمانيا الشرقية، شارك في الزحافات الثلجية في الألعاب الأولمبية الشتوية 1980 – رجال فردي ‏.

## جوائز
حصل على جوائز منها:

وسام الاستحقاق الوطني الفضي

## روابط خارجية
- برنارد قلاس على موقع أوليمبيديا (الإنجليزية)